# Теодор I Ласкарис
Теодор I Ласкарис (на гръцки: Θεόδωρος Α' Λάσκαρις; ок. 1174/1175 – 1221/август 1222) е никейски император (1204 – 1221 или 1205 – 1222).

## Произход
Теодор I Ласкарис е от рода на Ласкаридите, един благороднически, но не особено известен византийски род. Син е на Мануил Ласкарис и Йоана Карацена и има четирима по-големи братя Мануил Ласкарис († сл. 1256), Михаил Ласкарис (1261/1271 г.), Георги Ласкарис и Константин Ласкарис († сл. 19 март 1205 г.), византийски император (1204 – 1205); и двама по-малки братя Алексий Ласкарис – латински военен деец, воювал срещу българите, които се бият на страната на французите с Йоан III Дука Ватаций и бива изпратен в затвор и ослепен. Другият по-малък брат на Теодор е Исак Ласкарис.
Според книгата на Уилям Милър „The Latins in the Levant. A History of Frankish Greece (1204 – 1566)“, издадена през 1908 година, седемте братя имат и сестра. Милър идентифицира сестрата като жена на Марко Санудо и майка на Анджело Санудо. Теорията е базирана на собствената му интерпретация на италиански хроники. В своята книга „Dictionnaire historique et Généalogique des grandes familles de Grèce, d'Albanie et de Constantinople“ (1983) Михаил-Димитри Стуржда отхвърля тази теория, базирайки се на липсата на първични византийски извори. 

## Управление
През 1199 година Теодор се жени за Анна Ангелина, дъщеря на византийския император Алексий III Ангел и Ефросина Дукина Каматерина.
По-късно Теодор се изявява при обсадата на Константинопол на латините, по време на Четвъртия кръстоносен поход (1203 – 1204). Той остава в града, до самото проникване на латините в града, при което, заедно с жена си, избягва през Босфора. Почти по същото време брат му Константин Ласкарис е неуспешно провъзгласен за император от някои от защитниците на Константинопол. Теодор се установява в Никея, Витиния, която се превръща в основна отправна точка на съгражданите му.
В началото Теодор не претендира за императорска титла, може би защото тъста му и брат му са били все още живи или заради предстоящата Латинска инвазия, или защото по това време няма Константинополски патриарх, който да го короняса за император. Обявен е за император през 1205 година, като за коронясването му в Никея е поканен Йоан X Каматир. Йоан умира през 1206 година, преди коронясването. Теодор определя Михаил IV Авториан за нов патриарх и е коронясан от него през март 1208 година.
Междувременно Теодор е победен от латините в битката при Адрамит, но скоро след това те биват победени от цар Калоян в битката при Одрин. Това временно спира набезите на латините, които по-късно са възобновени от император Хенрих Фландърски през 1206 г. Ситуацията се усложнява допълнително от инвазията на султана на Румелийския султанат Кайхусрав, извършена по инициатива на детронирания император Алексий III през 1211 г.
Никейците извоюват победа над войските на румелийския султанат, при която битка Теодор убива султана. Въпреки че опасността от Румелийския султанат и Алексий III е неутрализирана, император Анри побеждава Теодор още същата година и установява контрол над южните брегове на Мраморно море. Независимо от това поражение, Теодор успява се възползва от смъртта на Давид Комнин, брат на император Алексий II Комнин през 1212 година и да разшири контрола си над Пафлагония
През 1213 г. флотът на Марко Санудо атакува град Смирна в Мала Азия в подкрепа на император Хенрих Фландърски, който по това време воюва с Никейската империя. Въпреки че венецианците овладяват за кратко града и околностите му, императорът на Никея – Теодор I Ласкарис с тридесет кораба разбива флота на Санудо, а самият херцог на Наксос попада в плен. Въпреки това, благодарение на своя чар, интелект и характер, Санудо успява да спечели благоразположението на Ласкарис, който му дава сестра си за съпруга. През 1214 г. между Латинската Империя и Никея е сключен мирен договор, скрепен с династичен брак между племенницата на Хенрих Фландърски и Теодор I Ласкарис.
Въпреки предимно мирните отношения, Теодор напада Латинската империя през 1220 г., но мирът е възстановен. Теодор умира през ноември 1221 г. и е наследен от зет си Йоан III Дука Ватаций.
В края на царуването си той управлява територия, която почти съвпада с тази на старите римски провинции в Азия и Витиния. Въпреки че няма доказателства за по-сериозни управленски качества, чрез своя кураж и военни умения той помага на византийската нация не само да оцелее, но в крайна сметка да отвърне на Латинската инвазия.

## Бракове и деца
От първата си съпруга Анна Ангелина (* ок 1176), за която се жени през 1199 година, Теодор I Ласкарис има три дъщери и двама сина, които умират млади:
- Николай Ласкарис († ок. 1212)
- Йоан Ласкарис († ок. 1212)
- Ирина Ласкарина, 1-ви брак с генерал Андроник Палеолог, 2-ри брак с Йоан III Дука Ватаций
- Мария Ласкарина, съпруга на крал Бела IV
- Евдокия Ласкарина, сгодена за Робер дьо Куртене, оженила се преди 1230 г. за Ансо дьо Каю, губернатор на Мала Азия.

След смъртта на Анна Ангелина през 1212 година, Теодор се жени повторно, за Филипа Арменска (1183 – сл. 1219), дъщерята на цар Рубен III Арменски. Бракът е анулиран година по-късно по религиозни причини, и те се развеждат през 1216 г. Синът им Константин Ласкарис роден през 1214 година е лишен от наследство, а по-късно става управник на Тракия.
Теодор се жени за трети път през 1219 година за Мария дьо Куртене (1204 – септември 1222), дъщеря на император Пиер дьо Куртене и императрица Йоланда Фландърска, но нямат деца.